# Fuji Rock Festival
Das Fuji Rock Festival (jap. フジロックフェスティバル, Fuji rokku fesutibaru) ist ein dreitägiges Musikfestival in Japan, das jährlich im Naeba-Wintersportgebiet bei Yuzawa in der Präfektur Niigata stattfindet und jeweils bis zu 125.000 Zuschauer zählt. Dort treten japanische und internationale Musikgruppen auf sieben verschiedenen Bühnen auf. Der Name kommt daher, dass die erste Austragung 1997 am Fuße des Bergs Fuji stattfand; erst seit 1999 ist Naeba der Austragungsort. Ungeachtet des Namensbestandteils „Rock“ ist das musikalische Angebot nicht auf Rockmusik beschränkt, sondern umfasst auch andere Genres (beispielsweise elektronische Musik). Der Organisator ist die SMASH Corporation.

## Geschichte
Die erste Ausgabe des Fuji Rock Festival fand 1997 im Wintersportgebiet Tenjinyama in der Nähe des Vulkans Fuji statt (daher der Name). Ursprünglich als zweitägige Veranstaltung geplant, konnte das Festival wegen eines Taifuns nicht programmgemäß beendet werden. Die als Headliner des ersten Abends gebuchten Red Hot Chili Peppers traten trotz eines gebrochenen Arms von Sänger Anthony Kiedis auf. Die Festivalbesucher waren schlecht auf den starken Regen und die heftigen Winde vorbereitet, und viele benötigten medizinische Hilfe wegen Unterkühlung. Obwohl am zweiten Tag die Sonne schien, entschieden sich die Organisatoren, das Festival abzubrechen (als Headliner waren Green Day vorgesehen gewesen). Im Anschluss wurden die Organisatoren nicht nur wegen der schlechten Vorbereitung kritisiert, sondern auch dafür, dass sie nicht genügend Busse vom und zum nächstgelegenen Bahnhof bereitgestellt hatten.
Im zweiten Jahr zog das Festival an einen temporären Veranstaltungsort in Toyosu, an der Uferpromenade von Tokio. Obwohl die Veranstaltung ein Erfolg war, fanden viele die sengende Hitze des Hochsommers in Tokio unerträglich. Die Organisatoren beschlossen daraufhin, wieder in eine relativ kühle Bergregion zurückzukehren. Seit 1999 ist das Naeba Ski Resort in der Präfektur Niigata fester Austragungsort, auch wenn das Festival weiterhin nach dem Fuji benannt ist. Hier verliefen die Veranstaltungen stets reibungslos. Ebenfalls 1999 wurde das Festival von zwei auf drei Tage verlängert. Wegen der COVID-19-Pandemie konnte das Festival 2020 nicht stattfinden.

## Termine und Bands
| Datum                     | Künstler (Auswahl) |
| ------------------------- | --- |
| 27.–28. Juli 1997         | Aphex Twin, Atari Teenage Riot, Beck, Denki Groove, Foo Fighters, Green Day, Massive Attack, Rage Against the Machine, Red Hot Chili Peppers, The High-Lows, Third Eye Blind |
| 1.–2. August 1998         | Beck, Ben Folds Five, Björk, Garbage, Goldie, Iggy Pop, KoЯn, Nick Cave and the Bad Seeds, Primal Scream, Shonen Knife, Sonic Youth, Stereophonics, The Prodigy |
| 30. Juli – 1. August 1999 | Blur, Happy Mondays, Limp Bizkit, Phish, Propellerheads, Rage Against the Machine, Skunk Anansie, The Black Crowes, The Chemical Brothers, The Jon Spencer Blues Explosion, Underworld, ZZ Top                                                                                    |
| 28.–30. Juli 2000         | Asian Dub Foundation, Blankey Jet City, Denki Groove, Eagle-Eye Cherry, Elastica, Foo Fighters, Johnny Marr, Ian Brown, Placebo, Primal Scream, Rammstein, Run-D.M.C., Sonic Youth, The Chemical Brothers, Thee Michelle Gun Elephant                                             |
| 27.–29. Juli 2001         | Alanis Morissette, Brian Eno, Eminem, Manic Street Preachers, Neil Young & Crazy Horse, New Order, Oasis, Patti Smith, Stereo MCs, Stereophonics, System of a Down, Zool, Travis, Tricky                                                                                          |
| 26.–28. Juli 2002         | George Clinton, Jane’s Addiction, Kodō, Manu Chao, Muse, Pet Shop Boys, Red Hot Chili Peppers, Shonen Knife, Sonic Youth, Spiritualized, The Chemical Brothers, The Prodigy, The White Stripes                                                                                    |
| 25.–27. Juli 2003         | Anthrax, Ben Harper, Björk, Coldplay, Elvis Costello, Evanescence, Iggy Pop, John Mayall & the Bluesbreakers, Macy Gray, Massive Attack, Mogwai, Primal Scream, Steve Winwood, Underworld                                                                                         |
| 30. Juli – 1. August 2004 | Belle and Sebastian, Courtney Love, Franz Ferdinand, Jamie Cullum, Jet, Lou Reed, Pixies, PJ Harvey, Primus, Snow Patrol, The Chemical Brothers, The Killers, The Libertines, The Stills, The Streets, The White Stripes, Tokyo Jihen                                             |
| 29.–31. Juli 2005         | Beck, Coldplay, Fatboy Slim, Foo Fighters, Kaiser Chiefs, Los Lobos, Moby, New Order, Primal Scream, Sigur Rós, The Beach Boys, The Pogues |
| 28.–30. Juli 2006         | Dirty Pretty Things, Franz Ferdinand, Gnarls Barkley, Jason Mraz, Jet, KT Tunstall, Madness, Sonic Youth, Red Hot Chili Peppers, Scissor Sisters, Snow Patrol, Super Furry Animals, The Cooper Temple Clause, The Hives, The Raconteurs, The Strokes, Yeah Yeah Yeahs, Wolfmother |
| 27.–29. Juli 2007         | Beastie Boys, Clap Your Hands Say Yeah, Iggy Pop, Joss Stone, Juliette and the Licks, Kaiser Chiefs, Kings of Leon, Kula Shaker, Mika, Muse, The Chemical Brothers, The Cure, Tokyo Ska Paradise Orchestra                                                                        |
| 25.–27. Juli 2008         | Blackmarket, Bloc Party, Bootsy Collins, Denki Groove, Galactic, Gossip, Grandmaster Flash, Kasabian, My Bloody Valentine, Primal Scream, Simple Plan, Spoon, The Music, Travis, Underworld                                                                                       |
| 24.–26. Juli 2009         | Basement Jaxx, Ben Harper, Fall Out Boy, Franz Ferdinand, Jet, Jimmy Eat World, Lily Allen, Oasis, Patti Smith, Paul Weller, Public Enemy, Röyksopp, Weezer, The Neville Brothers                                                                                                 |
| 30. Juli – 1. August 2010 | !!!, Atoms for Peace, Belle and Sebastian, Corinne Bailey Rae, Fishbone, John Fogerty, Kula Shaker, Massive Attack, MGMT, Muse, Pizza of Death Records, Roxy Music, Scissor Sisters, Them Crooked Vultures                                                                        |
| 29.–31. Juli 2011         | Arctic Monkeys, Big Audio Dynamite, Coldplay, Faces, Incubus, Jimmy Eat World, Kaiser Chiefs, Manu Chao, The Chemical Brothers, The Sisters of Mercy, Wilco, Yellow Magic Orchestra                                                                                               |
| 27.–29. Juli 2012         | At the Drive-In, Beady Eye, Ed Sheeran, Elvis Costello, Jack White, James Blake, Justice, Noel Gallagher’s High Flying Birds, Radiohead, Ray Davies, Spiritualized, The Kooks, The Specials, The Stone Roses                                                                      |
| 26.–28. Juli 2013         | Björk, Brahman, David Murray feat. Macy Gray, Jurassic 5, Kendrick Lamar, Killswitch Engage, Mumford & Sons, My Bloody Valentine, Nine Inch Nails, Skrillex, The Cure, The xx, Vampire Weekend                                                                                    |
| 25.–27. Juli 2014         | Arcade Fire, Basement Jaxx, Biffy Clyro, Damon Albarn, Denki Groove, Franz Ferdinand, Jack Johnson, Kelis, Manic Street Preachers, Man with a Mission, OutKast, Plastic Ono Band, The Flaming Lips, Travis                                                                        |
| 24.–26. Juli 2015         | Belle and Sebastian, Deadmau5, FKA twigs, Foo Fighters, Gen Hoshino, Motörhead, Muse, Noel Gallagher’s High Flying Birds, Of Monsters and Men, One Ok Rock, Ride, Royal Blood, Sheena Ringo                                                                                       |
| 22.–24. Juli 2016         | Babymetal, Battles, Beck, Ben Harper, Disclosure, Explosions in the Sky, James Blake, Man with a Mission, Red Hot Chili Peppers, Sigur Rós, Squarepusher, Stereophonics, Tortoise, Travis, Wilco                                                                                  |
| 28.–30. Juli 2017         | Aphex Twin, Ásgeir, Björk, Catfish and the Bottlemen, Cornelius, Gorillaz, Jet, Kenji Ozawa, LCD Soundsystem, Lorde, Major Lazer, Queens of the Stone Age, Radwimps, The xx, Yuki                                                                                                 |
| 27.–29. Juli 2018         | Bob Dylan, Brahman, Chvrches, Fishbone, Jack Johnson, Kendrick Lamar, Maximum the Hormone, MGMT, N.E.R.D, Odesza, Post Malone, Sakanaction, Skrillex, Vampire Weekend |
| 26.–28. Juli 2019         | American Football, Asian Kung-Fu Generation, Death Cab for Cutie, Ellegarden, James Blake, Jason Mraz, Martin Garrix, Sia, Superfly, The Chemical Brothers, The Cure, Thom Yorke, Tycho, Vince Staples                                                                            |